# Yakisugi

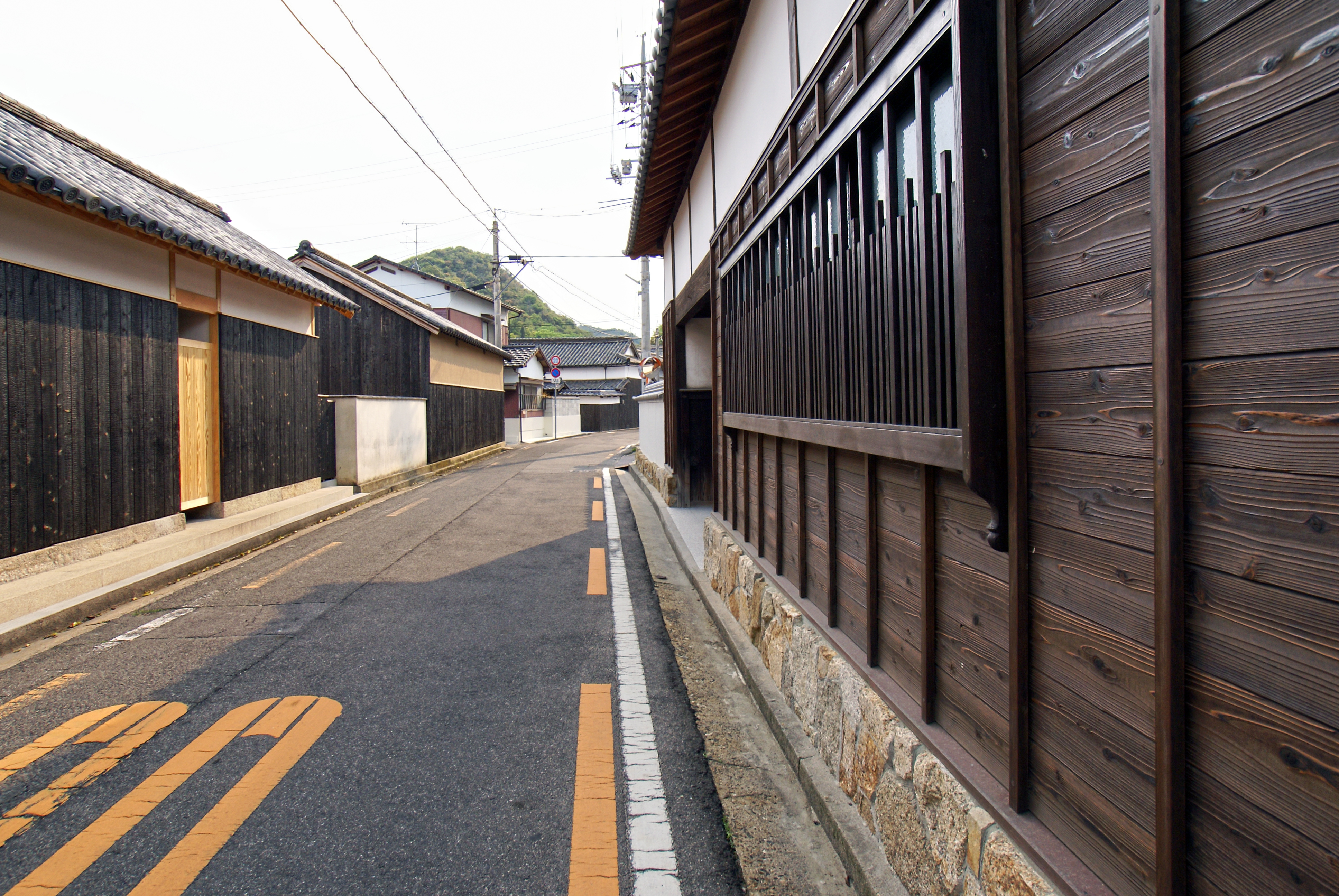
Cases tradicionals a Naoshima, Kagawa revestides amb panells de yakisugi

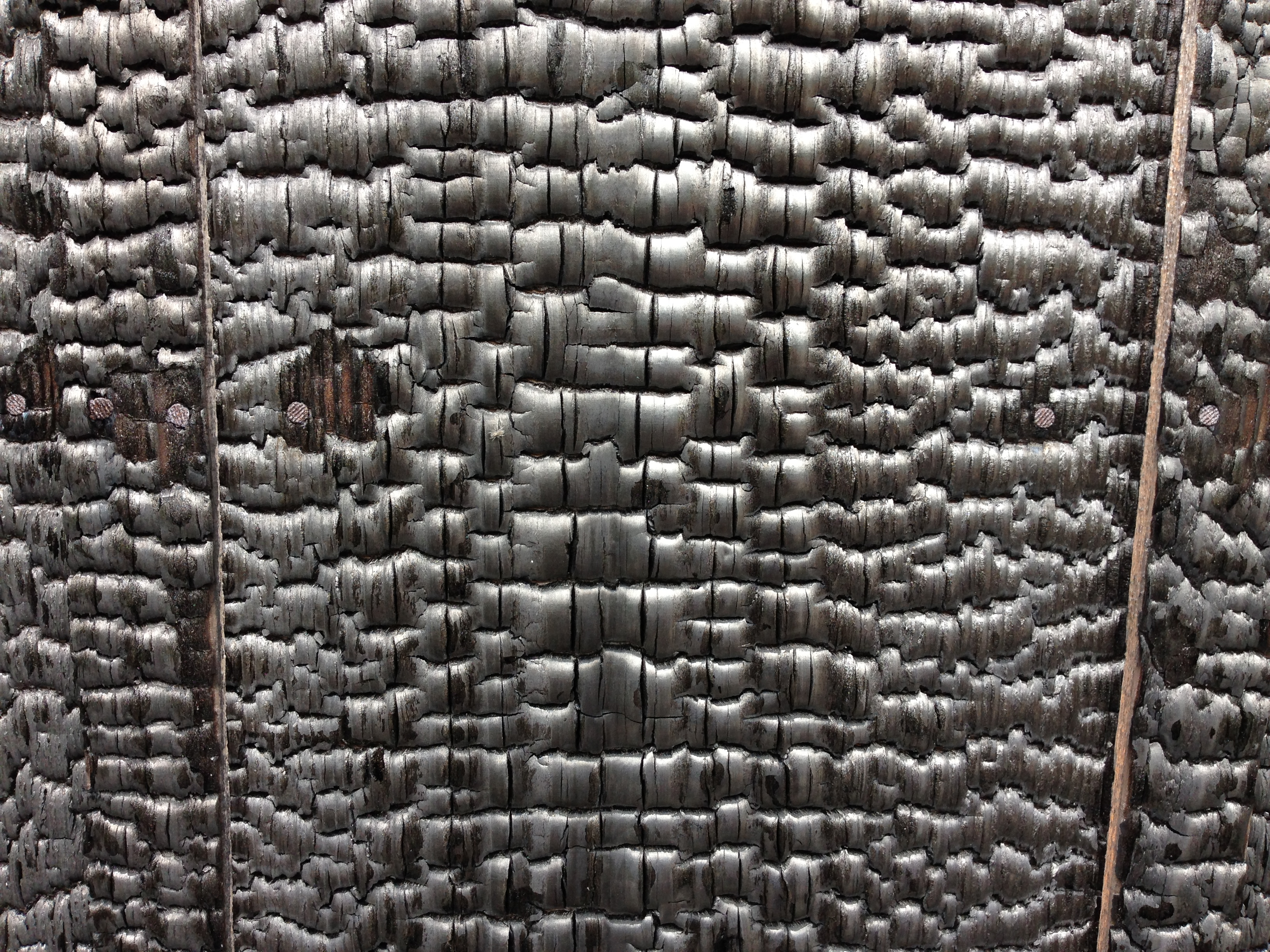
Vista de primer pla de la textura d'un tauler de yakisugi carbonitzat

Yakisugi (焼杉, en kanji; やきすぎ en hiragana) és un mètode tradicional japonès de preservació de la fusta. Yaki (焼) significa cremar, torrar, o coure al foc, i sugi (杉) és el cedre japonès o criptomèria, una fusta excel·lent per a la construcció. A Occident es coneix com a revestiment de fusta cremada i també es coneix com shou sugi ban (焼杉板), que utilitza els mateixos caràcters però amb una pronunciació incorrecta. El caràcter ban (板) significa "tauló".
Fent servir aquest mètode de carbonització lleugera, sense cremar tota la peça, la fusta esdevé impermeable i, per tant, més duradora. Aquest procediment també protegeix contra els insectes i fa que sigui més resistent al foc, fent-la pràcticament ignífuga.

## Mètode de producció
La fusta per al Yakisugi abans era cremada in situ pels mateixos fusters. Ara es produeix mitjançant el següent procediment:
Tres taules de cedre es combinen en un prisma triangular i es lliguen amb una corda humida per evitar que es cremi. En aquest moment, s'introdueix una falca entre la corda i el tauler, i es tensa el conjunt.
Introduïu un diari arrugat a la base del triangle i enceneu-lo. En el passat, s'utilitzaven encenalls en lloc de paper de diari.
Quan s'aixeca el prisma triangular, l'interior del tauler en forma de xemeneia comença a cremar. En llocs on les flames són febles, introduïu una falç entre els taulers per obrir l'espai i enviar aire.
Quan la superfície de les plaques estigui prou cremada, col·loqueu el prisma triangular de costat, deslligueu la corda i refredeu la fusta amb aigua. El temps de cremada és d'uns 5 minuts.
També es distribueixen plaques Yakisugi industrialment cremades al forn. El cedre cremat a mà dura entre 60 i 70 anys, mentre que el cedre cremat amb cremador no dura tant, degut a què la capa carbonitzada de la superfície cau més ràpidament a causa de la poca profunditat de la cremada.[1]

## Exemples
És un mètode tradicional emprat a diverses àrees del Japó, principalment a les zones a l'oest de la prefectura de Shiga, i s'utilitza per a taulers de parets exteriors i taulers de contenció enterrats a terra. No s'ha transmès a l'est del Japó, i a la regió de Kanto s'utilitza el mètode d'aplicació de tinta quan es fa un acabat similar. L'acabat negre azabaixa és rar al món, però el seu origen i el motiu pel qual s'ha transmès només a l'oest del Japó no estan clars. [
Contemporàniament, l'arquitecte i historiador de l'arquitectura Terunobu Fujimori també fa servir la fusta tractada amb el procediment del yakisugi, en una interpretació actual. En són exemples el Museu d'Insectes Yoro i el Museu de les aigües termals de Ramune.

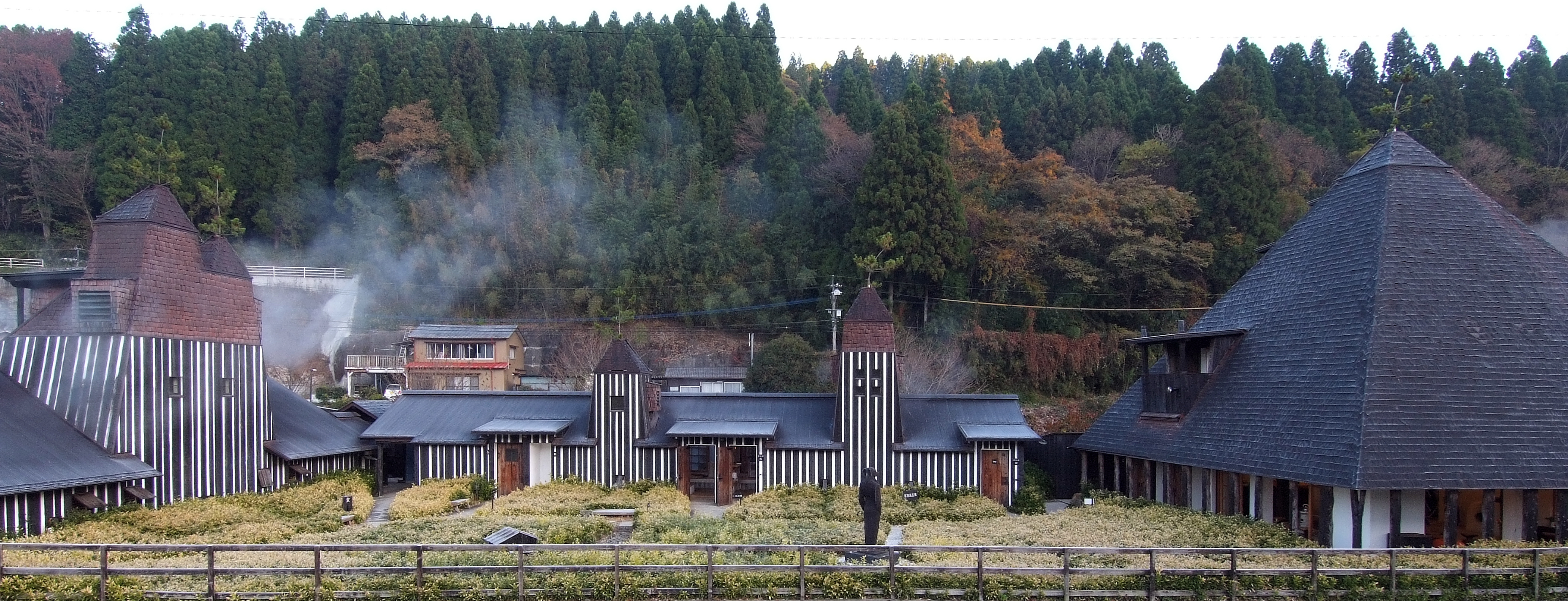
Lamune Onsen, a Taketa, Ōita, projectat per Terunobu Fujimori el 2005.

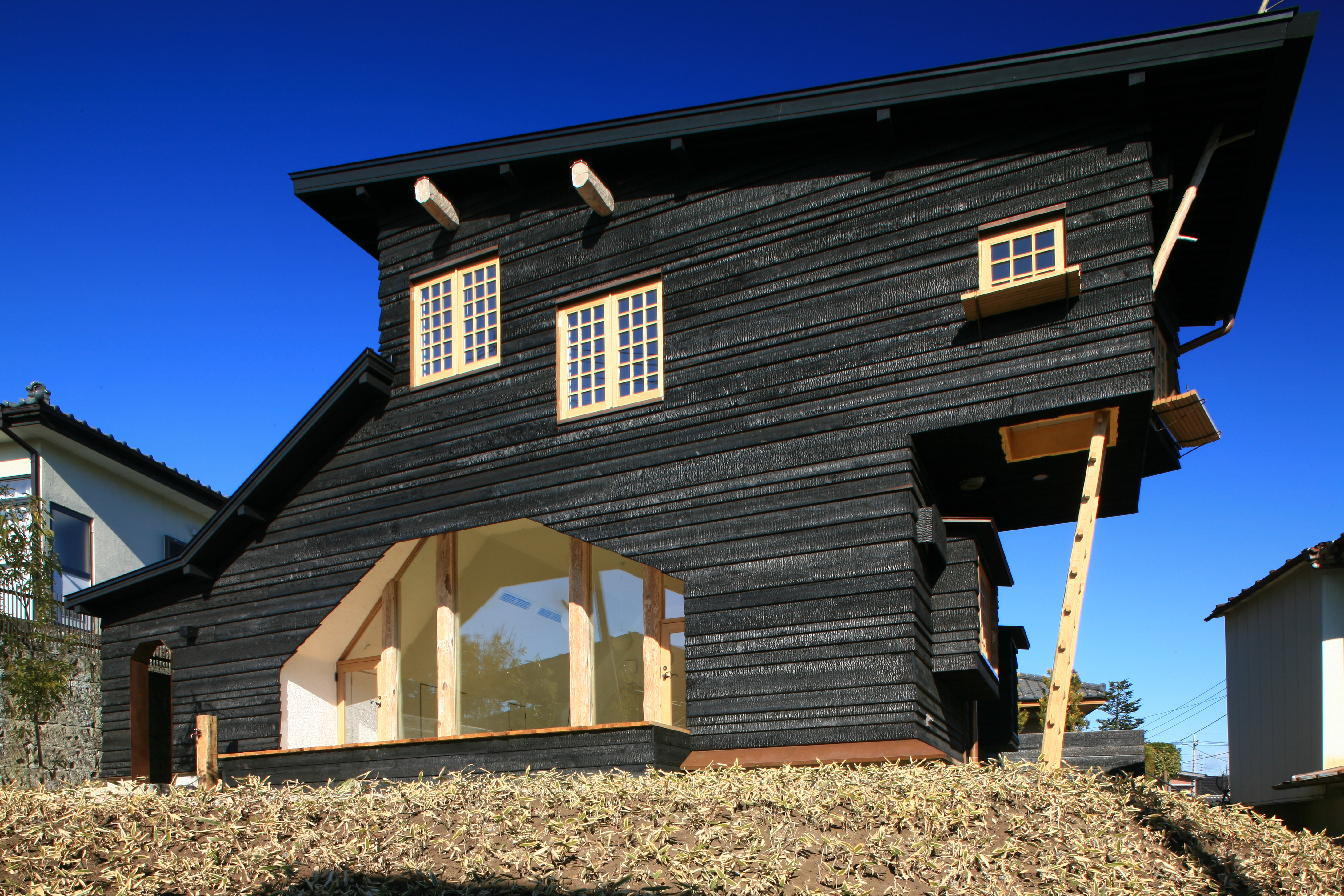
Coal House (Casa de carbó), projectada per Terunobu Fujimori el 2009.

També Kengo Kuma va dissenyar el COMICO ART MUSEUM YUFUIN, que utilitza cedre cremat per a les parets exteriors.